# 北近畿タンゴ鉄道KTR8000形気動車
北近畿タンゴ鉄道KTR8000形気動車（きたきんきたんごてつどうKTR8000がたきどうしゃ）は、北近畿タンゴ鉄道が導入した特急形気動車である。上下分離に伴い2015年（平成27年）4月1日からはWILLER TRAINS（京都丹後鉄道）が運用している。

## 概要
京阪神地域からの旅客誘致と京都府北部地域の活性化を目的として、1993年（平成5年）より山陰本線の園部駅 - 福知山駅や宮福線全線、宮津線の宮津駅 - 天橋立駅間の電化・高速化の整備が進められてきた。
1996年（平成8年）に3月16日のJR西日本のダイヤ改正で宮福線全線や宮津線の宮津駅 - 天橋立駅間の電化・高速化の開業で「エーデル丹後」の後継車として、天橋立駅で、はしだてや文殊と接続する宮津線内のリレー号や、宮津線の天橋立駅 - 久美浜駅間を運転する急行タンゴ・レインボーや、新大阪駅 - 久美浜駅間を運転するタンゴディスカバリーとして 、同年の1月から2月に計10両が製造・投入された。
2017年（平成29年）より「丹後の海」の愛称が与えられている。車両リニューアル前は「タンゴディスカバリー」の愛称で 2011年（平成23年）3月までタンゴディスカバリーに充当された。その後の特急列車再編により、現在は「まいづる」および「はしだて」として運用されている。

## 構造

### 車体
全長21.6m（車体長21.1m）全幅2.915mの普通鋼であり、全車両に運転席を設け、奇数番号車（Mc1）と偶数番号車 （Mc2）の2両でユニットを組んでいる。
運転席側の前頭部はデザインを考慮し、前頭部はドーム型のハイルーフとし、前面窓は熱線入り大型曲線ガラスとしている。
貫通部のホロ構造は半ホロで、プラグ式の収納形ホロ装置を設置した。
乗降扉は、空気式引戸を採用し、各車両の後位に2箇所設置し、LED式情報案内装置は、それぞれ乗降扉付近に設置し、列車名や列車種別、行き先が表示できるようにしている。
車体の外装は、海と山をイメージしたカラーリングで、「丹後」を表現している。
また、車体側面には丹後半島をデザインしたロゴマークが描かれた。
JR西日本の485系電車や183系電車との併結装備を持つ8000番台2編成、および併結装備を持たない8010番台3編成に区分される。
JR車との放送や合図、電灯や戸締め制御に関しても回路を引通してあり、総括制御が可能である。
8010番台も含めて電車と併結するために直通管付き密着連結器で、緩衝装置はRD11形ゴム緩衝器を用いているため、その他の北近畿タンゴ鉄道所有の車両との連結は不可能である。

### 車内
奇数番号車（Mc1）には、乗務員室があり、客室やフリースペースの展望室の採光や前方視界を確保するために、半室運転室とし、
フリースペースの展望室と運転室の仕切りは腰の高さまであり、その上は大型ガラスを設置し、仕切りの後ろにカウンターテーブルと折り畳み式のテーブルや、天井に蛍光灯とダウンライトを、フリースペースと客室の仕切窓と側面に大型ガラスを設置した。
偶数番号車 （Mc2）には後位にトイレの大便所と小便所をそれぞれ1か所と、洗面所を設置しており、大便所は車椅子対応とし、ベビーキープや収納式ベビーベッドを備え、扉はタッチ式自動扉とした。
化粧室には、埋め込み式の照明があり、温水が出る温水器を備え、250リットルのサービスタンク1個を屋根上に設置している。
客室は、快適で品のあるインテリアで、京都らしい落ち着いた居住空間とするため、全体的にグレーを基調とし、天井に建築用アルミ型材を使用し、内張はベルビアンシート張りで、天井と荷棚埋め込みに間接照明を使用し、側窓は、熱線吸収複層ガラスによる固定窓であり、客室側に横引きカーテンを設置している。
座席は、2 + 2の4列配置とし、定員は奇数番号車（Mc1）が51人、偶数番号車 （Mc2）が49人、1ユニットあたりの定員は100人である。
腰掛は、丹後ちりめんのカバーを掛けた回転リクライニングシートで、インアームテーブルを取り付け、背面にテーブルと小物入れを取り付けた。
また、脚台を片持ち支持方式で、シートピッチは1,050mmと広く取り、座り心地の向上を図った。
偶数番号車 （Mc2）側の後位車端部に、車椅子スペースとして1人掛腰掛を2席設置し、客室と出入台部の仕切り扉は両開き自動扉で、幅は900mmとした。
また、各車両の客室内側の仕切り扉上に車内情報装置を設置している。
客室内は全面禁煙としたため、各車両の出入台部付近に、木目の灰皿付きカウンターテーブルや間接照明を設置して、喫煙コーナーとし、点検扉上部に換気扇を設けた。

### 走行装置
駆動用ディーゼルエンジンは、KTR001形と同じく、SA6D125H-1Aディーゼルエンジン小松製作所製（定格出力243 kW （330PS）/ 2,000 rpmを出力するターボチャージャーおよびインタークーラー付き機関を各車に2基ずつ搭載している。
動台車、付随台車共に、軸ばねに円錐ゴムを使用した軸ゴムウイングバネ方式の空気ばね式ボルスタレス台車「FU51D形」を履き、車体中央寄りの各1軸を駆動し両抱き式の踏面ブレーキである 。
8000番台2編成の台車のみ、485系電車や183系電車と併結運用をするため、ヨーダンパを取り付けている。
ブレーキは、増圧機構付き電気指令式で、抑速ブレーキに機関・排気ブレーキを備えている。
8000番台は、485系電車や183系電車のJR車と併結運転ができるように、常用ブレーキはJR車の電磁直通ブレーキをSAP圧力指令をコード変換して電気指令を出力する読替え装置を装備し、回路を二重系とした。
非常ブレーキは、JR車との間に非常ブレーキ引き通し回路を設け、両側からの指令で非常ブレーキがかかる構造とした。
MR圧の引き通しは、JR車との併結時に行うようにしているが、MR圧が異なるため、MR圧力読替装置で読替する構造である。

### 空調装置
暖房は、機関廃熱を利用した温水温風暖房式で、冷房は、機関直結式BCU-50で、能力27.9kW（ 24,000 kcal/h）の屋根上ユニットを2基搭載し、床下にコンプレッサー（C600）を2基搭載している。
客室への冷気は、中央天井の両サイドからのラインフロー式とした。

## リニューアル改造

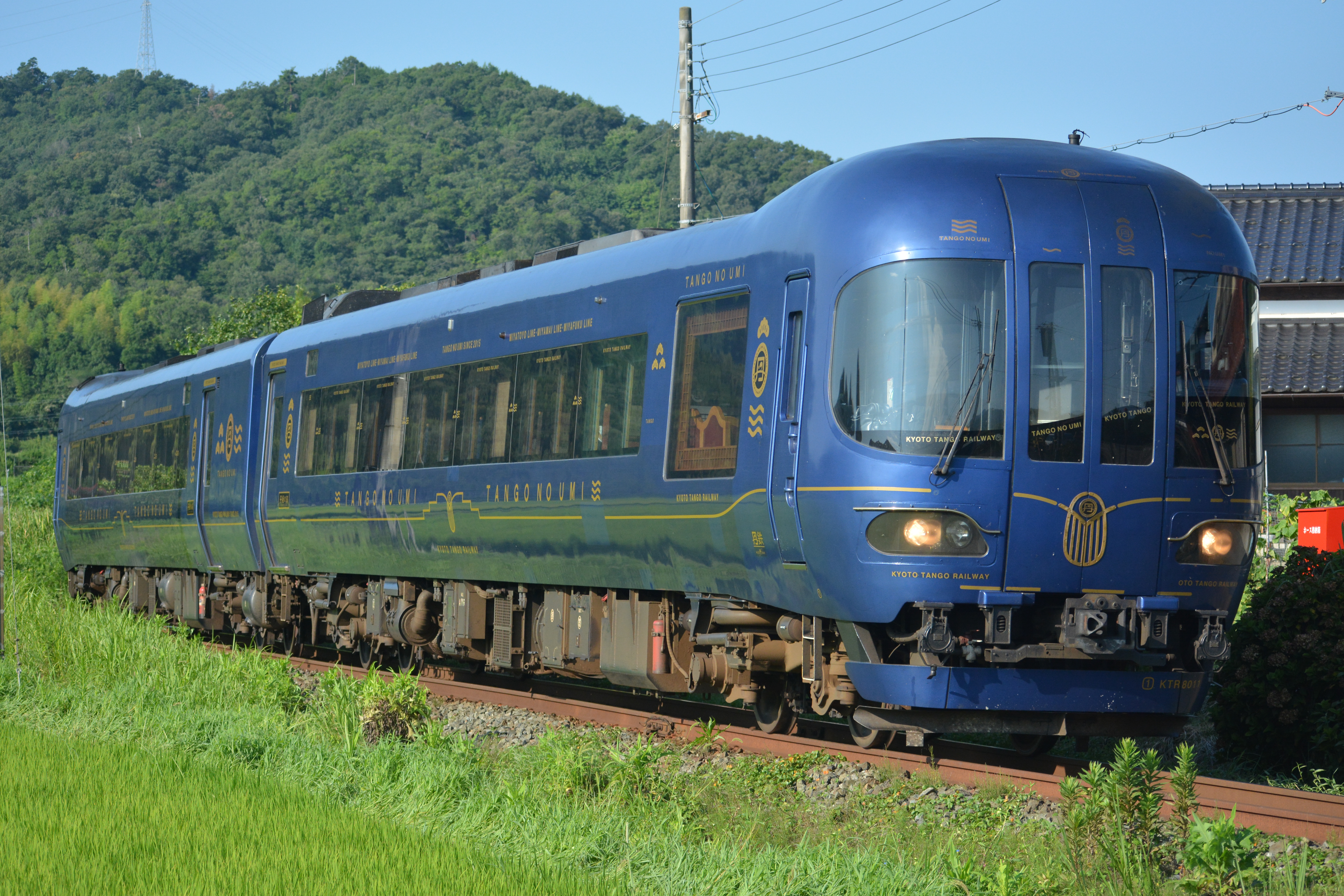
リニューアル後のKTR8000形（2022年8月）

インダストリアルデザイナーの水戸岡鋭治によるデザインで、海の京都をイメージした「丹後の海」として2015年から内外装のリニューアル改造が行われた。内装は、木材を中心とした和風のデザインとなり、客室天井と壁はシラカバ、床はナラ、座席はカエデが使用されており、外装は藍色メタリックで、各所にロゴマークが配置されている。
最初に1編成辺り約8,000万円をかけて、 KTR8011-KTR8012がリニューアルされ、2015年11月13日に運行を開始した。特急「はしだて」「まいづる」などJR線内へは同年11月21日に運用が開始された。続いてKTR8001-KTR8002がリニューアルされ、同年12月26日に運行を開始した。
なお2編成目は水戸岡の設計・デザインに、京都表具協同組合の全面協力を得て、自由席側に金箔の装飾品を設置するなど1編成目とは異なる工夫が施された。
その後、順次リニューアル改造が進み、最後に残ったKTR8015-8016が2017年5月6日をもって旧塗装での運行を終了し、全車の改造が完了している。

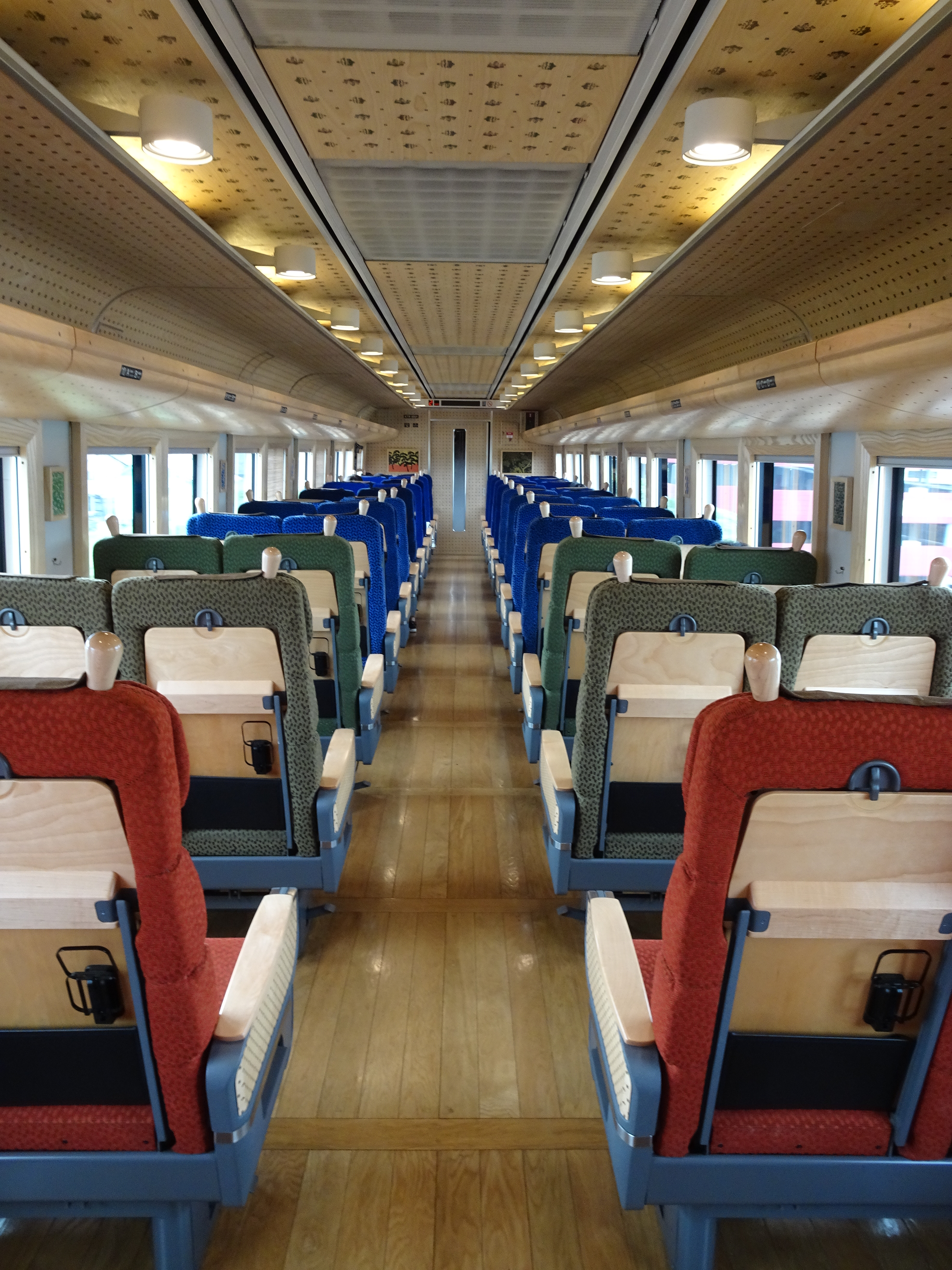
車内
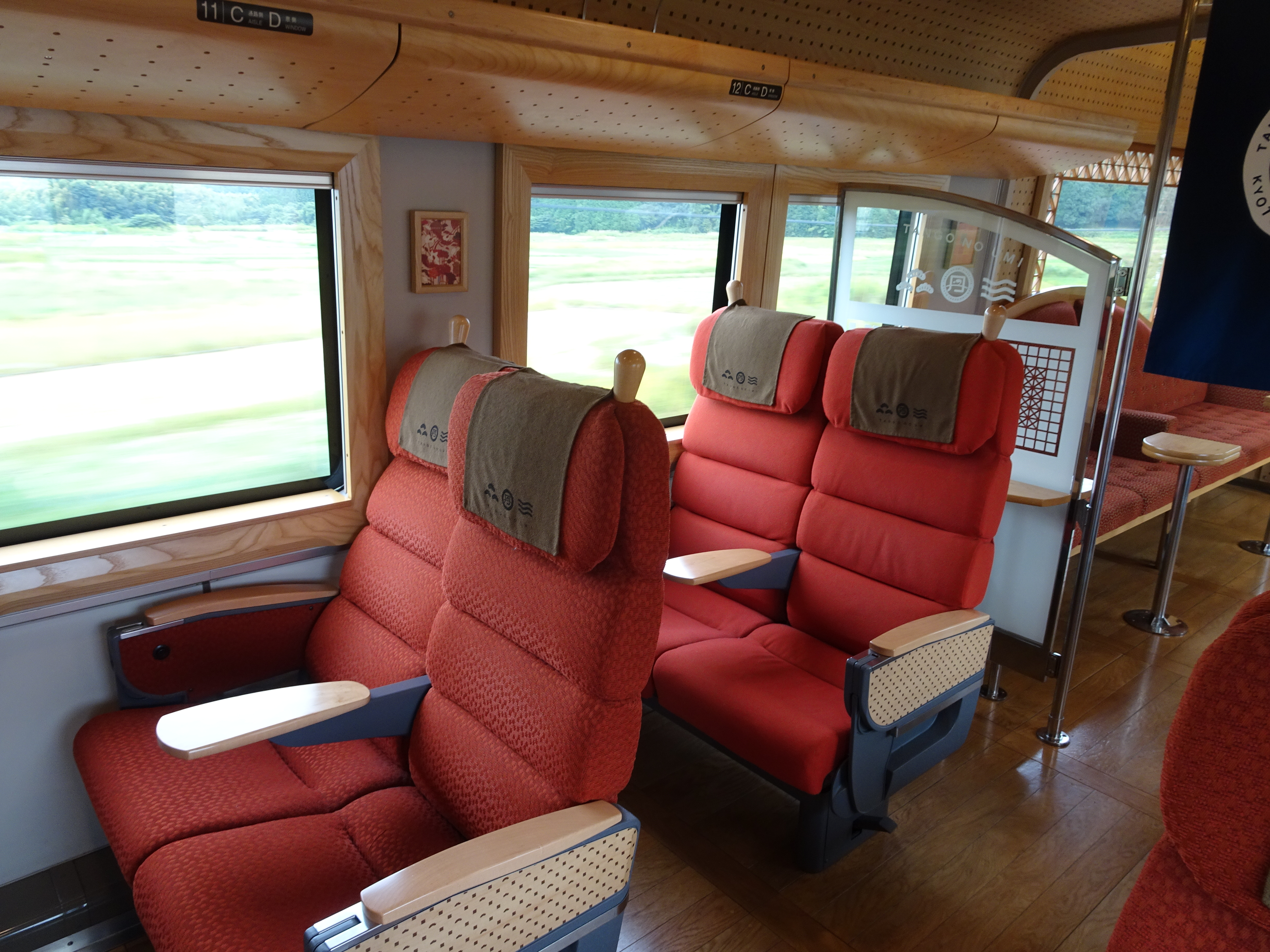
座席
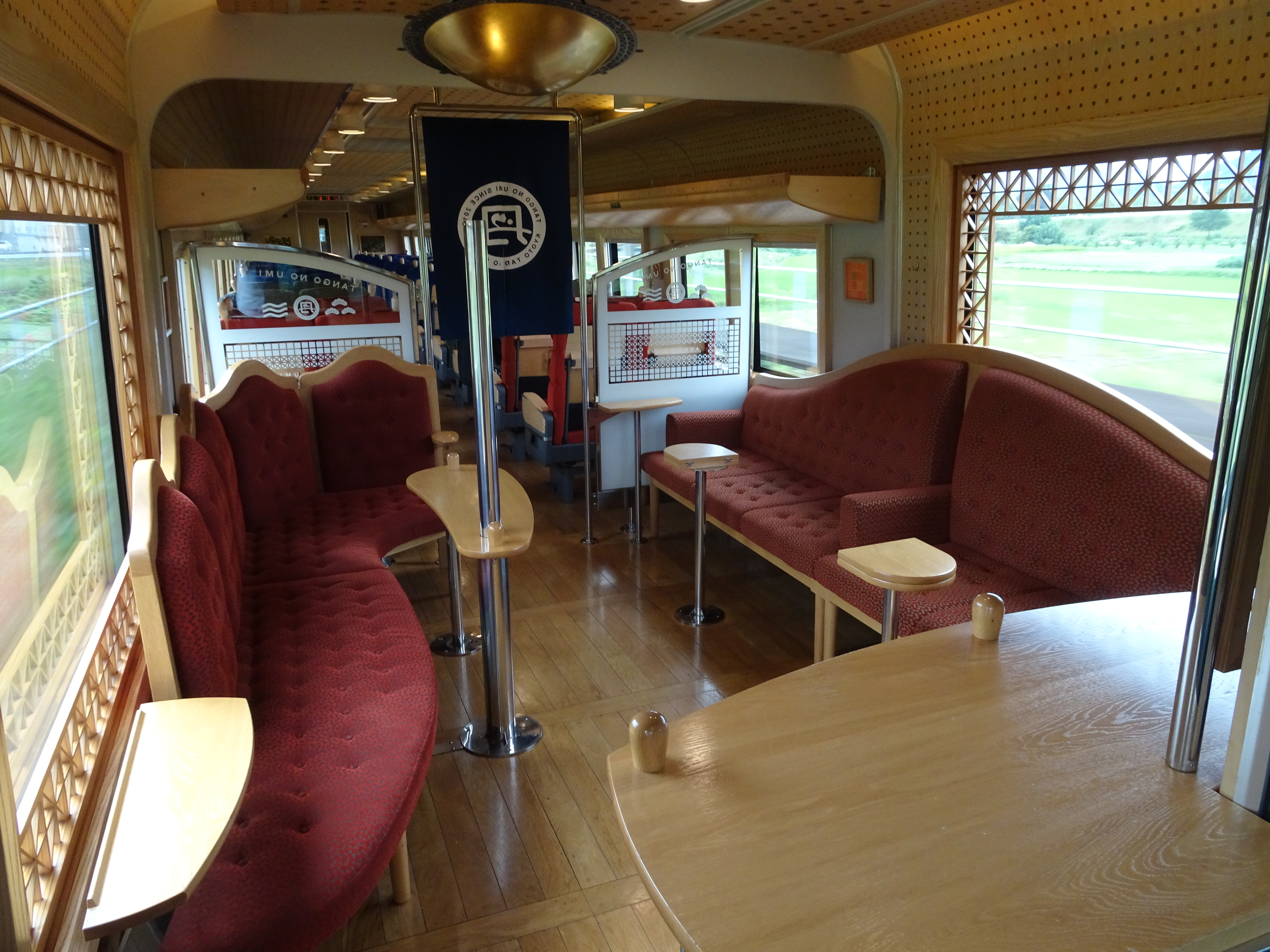
共有スペース（KTR8001）
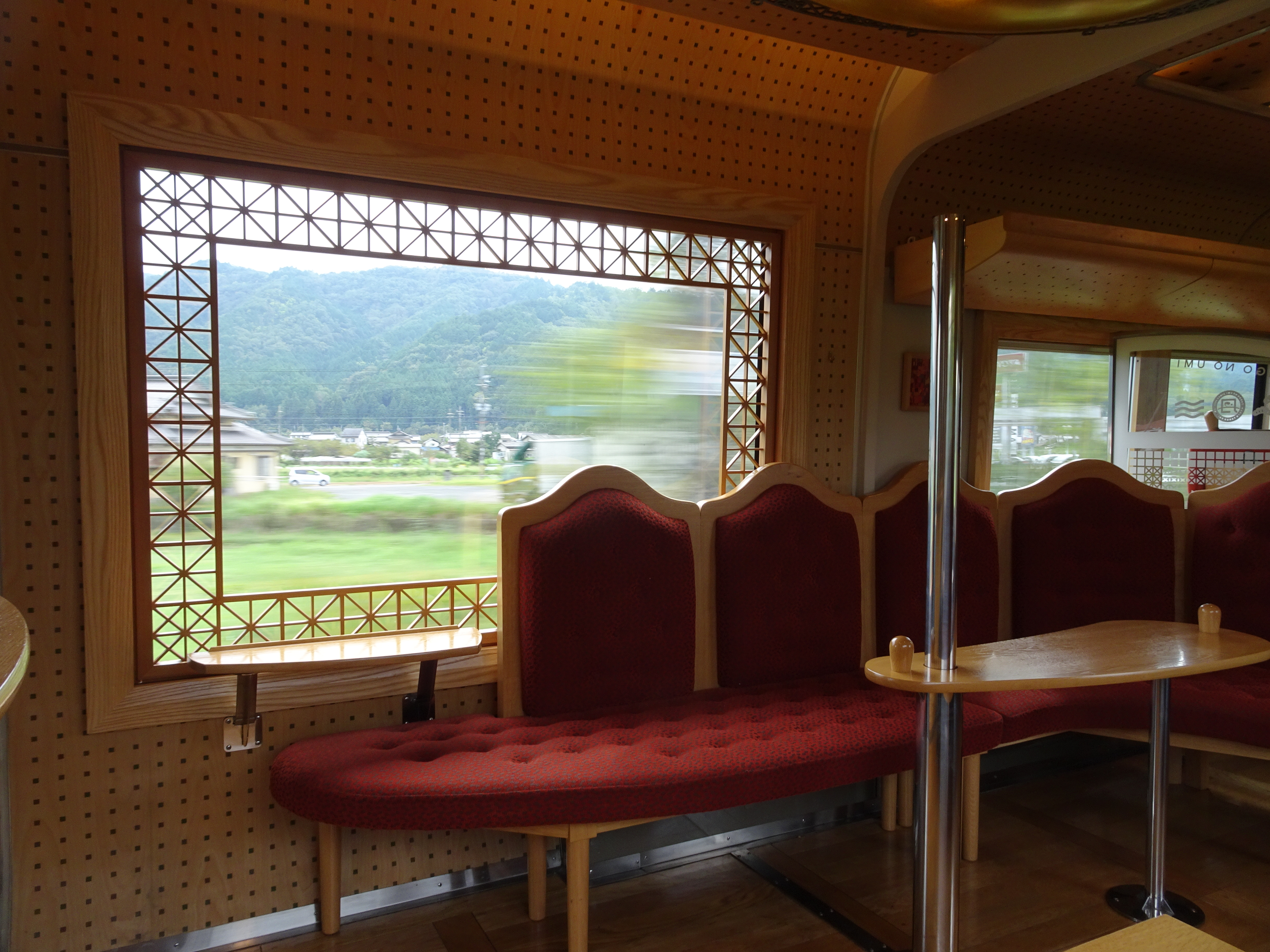
展望窓 （KTR8001）

## 運用

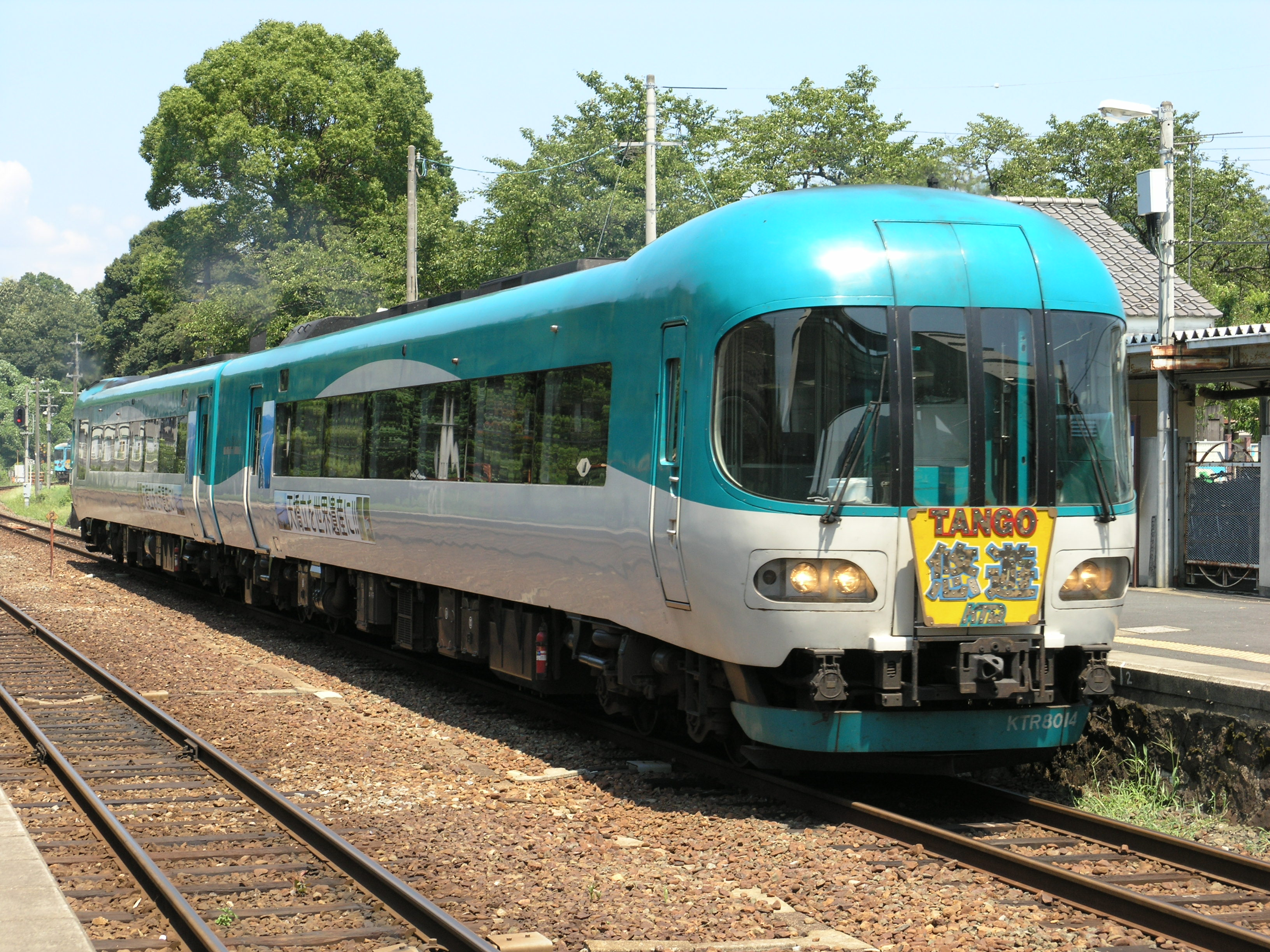
臨時列車「タンゴ悠遊号」
（栗田駅）

2021年3月13日のダイヤ改正以降は、特急「はしだて」2・5・8・9号および「まいづる」5・6・14・15号、「たんごリレー」で運用されている。また、快速「大江山」1号と同「通勤ライナー」のほか、線内運行の一部の普通・快速列車でも使用されている。
1996年の登場時は福知山線系統の特急「タンゴディスカバリー」として新大阪駅 - 久美浜駅間で運行されていた。新大阪駅 - 福知山駅間は特急「北近畿」の最後尾にニュートラル状態で連結・牽引され、北近畿タンゴ鉄道線内は自走するというパターンだった。また、急行列車「タンゴレインボー」も運行を開始し本形式の非併結仕様車が充当されたが、1999年10月2日のダイヤ改正をもって廃止された。
1999年（平成11年）10月2日の舞鶴線電化開業に伴うダイヤ改正で、京都発着の「タンゴエクスプローラー」と運転系統・使用車両（列車愛称）が入れ替えられ、KTR001形が福知山線経由となった特急「タンゴエクスプローラー」として新大阪駅 - 久美浜駅間を単独で走るようになり、「タンゴディスカバリー」は京都発着・山陰本線経由の列車になり、本形式の前面貫通構造を活かして東舞鶴駅発着系統との分割併合運用を行うようになった。
2005年（平成17年）のJR福知山線脱線事故により対策として設置されたATS-Pを、当時「タンゴエクスプローラー」で運用されていたKTR001形気動車は非搭載だったため、暫定的にATS-P・ATS-SW両方を搭載した本形式を使用して運行することになり、特急「タンゴエクスプローラー」（車輌側面に列車名をマグネットシール貼付にて表示）として再度福知山線経由の列車になったが、2007年（平成19年）3月18日のダイヤ改正で所定の運用に戻っている。またこの改正でデッキに設置されていた灰皿が撤去され全面禁煙となった。
2011年3月13日のダイヤ改正で、列車名としての「タンゴディスカバリー」の愛称は廃止され、同ダイヤ改正以降は車両はそのままに「まいづる」「はしだて」で運用されている。同時に、2011年3月から北近畿タンゴ鉄道線内運転の連絡特急「たんごリレー」にも使用されている。
なお2013年8月24日・25日にジオパークディスカバリー運行実行委員会により企画された特別列車「ジオパークディスカバリー」として、鳥取駅まで運行されたこともある。